# Kingstown (Maryland)
Kingstown – jednostka osadnicza w Stanach Zjednoczonych, w stanie Maryland, w hrabstwie Queen Anne’s.